# Frédérique de Saxe-Gotha-Altenbourg (1675–1709)
La princesse Frédérique de Saxe-Gotha-Altenbourg (* 24 mars 1675 à Gotha; † 28 mai 1709 à Karlovy Vary), appartenait à la lignée de Saxe-Gotha-Altenbourg, de la Branche ernestine de la Maison de Wettin, et est par mariage princesse d'Anhalt-Zerbst.

## Biographie
Frédérique est une fille du duc Frédéric Ier de Saxe-Gotha-Altenbourg (1646-1691) et de son épouse Madeleine-Sibylle de Saxe-Weissenfels (1648-1681), fille du duc Auguste de Saxe-Weissenfels.
Après la mort de son père, en 1691 Frédérique vit avec sa belle-mère Christine de Bade-Durlach (1645-1705) au Château d'Altenbourg. Une fois que son frère Frédéric II de Saxe-Gotha-Altenbourg est déclaré majeur et que la régence se termine, il prend sa sœur Frédérique, à la cour de Gotha, qui l'aide dans le travail gouvernemental.
Le 25 mai 1702, elle épouse à Zerbst Jean-Auguste d'Anhalt-Zerbst (1677-1742). Elle est une importante conseillère de son mari, qui construit en son honneur en 1704 à Badetz le palais de Friederikenberg. Le couple n'a pas d'enfants.

## Liens
- http://www.guide2womenleaders.com/womeninpower/Womeninpower1670.htm
- « http://www.schloss-zerbst.de/html/frame_def_leer.htm?publikationen/johann_august.htm~mitte_haupt »(Archive.org • Wikiwix • Archive.is • Google • Que faire ?)